# جوني ألف
جوني ألف (بالبرتغالية: Johnny Alf‏) هو عازف بيانو ومغني برازيلي، ولد في 19 مايو 1929 في ريو دي جانيرو في البرازيل، وتوفي في 4 مارس 2010 في سانت أندري في البرازيل بسبب سرطان البروستاتا.

## وصلات خارجية
- جوني ألف على موقع IMDb (الإنجليزية)
- جوني ألف على موقع ميوزك برينز (الإنجليزية)
- جوني ألف على موقع أول ميوزيك (الإنجليزية)
- جوني ألف على موقع ديسكوغز (الإنجليزية)
- جوني ألف على موقع ديسكوغز (الإنجليزية)